# برخورد کوتاه (فیلم ۱۹۴۵)
برخورد کوتاه (به انگلیسی: Brief Encounter) فیلمی ۸۶ دقیقه‌ای به کارگردانی دیوید لین با بازی سیلیا جانسون محصول سال ۱۹۴۵ است. در این فیلم سیلیا جانسون، استنلی هالووی و جویس کری به ایفای نقش پرداخته‌اند و فیلم‌نامه آن را نوئل کاوارد نوشته است.

## جوایز
- نامزد جایزه اسکار بهترین بازیگر زن در نقش اصلی، کارگردانی و بهترین فیلمنامه
- برنده جایزه نخل طلایی جشنواره فیلم کن ۱۹۴۶